# Американський клуб собаківництва
American Kennel Club (AKC; Американський кінологічний клуб) — найбільша в США організація, що реєструє чистокровних собак і породи собак. У США в АКС зареєстровано близько 900 тисяч собак.
AKC розрізняє такі сім груп собак:
1. Мисливські (підрушницні) (грец. Sporting Group)
2. Мисливські (гончі,  хорти) (англ. Hound Group)
3. Службові породи
4. Тер'єри
5. Кімнатно-декоративні
6. Немисливські породи
7. Вівчарка